# ويكيبيديا البنغالية
ويكيبيديا البنغالية (البنغالية:বাংলা উইকিপিডিয়া) هي النسخة البنغالية من موسوعة ويكيبيديا. أطلقت في 27 يناير 2004، وتجاوزت 10000 مقالة في أكتوبر 2006، لتصبح ثاني لغة جنوب آسيوية تقوم بذلك. في 25 ديسمبر 2020، احتلت المرتبة الرابعة من حيث العمق بين الويكيبيديات. في عام 2018، تمت مشاهدة ويكيبيديا البنغالية حوالي 190 مليون مرة من جميع أنحاء العالم. في المتوسط، يشاهد الموقع أكثر من 500 ألف مرة في اليوم.
اعتبارًا من يونيو 2020، تعد ويكيبيديا البنغالية هي الموسوعة المجانية الوحيدة على الإنترنت المكتوبة باللغة البنغالية. وهو أيضًا أحد أكبر المواقع ذات الصلة بالمحتوى البنغالي على الإنترنت. أطلقت النسخة المحمولة من ويكيبيديا البنغالية في عام 2010.

## التاريخ
بدأت ويكيبيديا البنغالية في 27 يناير 2004. في ذلك الوقت، كان الناطقون باللغة البنغالية مهتمين بـ ويكيبيديا قليلاً. استخدم عدد قليل من الطلاب والعلماء ويكيبيديا الإنجليزية. خلال ذلك الوقت، كان التدوين البنغالي ينمو ببطء، واعتاد الكثير من الناس على الحوسبة البنغالية حيث لعبت أفرو دورًا رئيسيًا في أداة الكتابة البنغالية المجانية والمفتوحة المصدر . في 25 مارس 2006، أنشئ فريق ويكي بواسطة «شبكة بنجلاديش مفتوحة المصدر» لنشر ويكيبيديا في جميع أنحاء البلاد. كان الهدف هو تمثيل البنغاليين للعالم من خلال ويكيبيديا وبناء موسوعة كاملة باللغة البنغالية.
في ذلك الوقت، كان لدى ويكيبيديا البنغالية 500 مقالة فقط. تمكن الفريق من نشر ويكيبيديا البنغالية عبر بعض الصحف. وسرعان ما انضم إليهم العديد من المتحدثين باللغة البنغالية من بنغلاديش والهند. نتيجة لذلك ، بحلول نهاية أكتوبر، وصلت ويكيبيديا البنغالية إلى 10000 مقالة.
بين عامي 2009 و 2010، بدأ المتحدثون البنغاليون في البنغال الغربية أيضًا في المساهمة في ويكيبيديا البنغالية. وفي 3 أكتوبر 2011 تمت الموافقة على إنشاء ويكيميديا بنغلاديش في بنغلاديش من قبل مؤسسة ويكيميديا للترويج للمحتوى البنغالي. في 26 فبراير 2015، زار جيمي ويلز، المؤسس المشارك لـ ويكيبيديا، بنغلاديش لحضور برنامج احتفالي نظمته ويكيميديا بنغلاديش للاحتفال بالذكرى العاشرة على إنشاء ويكيبيديا البنغالية. في كلمته الرئيسية، قال جيمي إنه وفقًا لعمق المقالة، كان تصنيف ويكيبيديا البنغالية جيدًا.
عتبارًا من يناير 2019، تعد ويكيبيديا البنغالية هي الموسوعة المجانية الوحيدة على الإنترنت المكتوبة باللغة البنغالية. وهو أيضًا أحد أكبر المواقع البنغالية المتعلقة بالمحتوى على الإنترنت. منذ أوائل عام 2019، سجلت ويكيبيديا البنغالية نموًا كبيرًا. حيث زاد عدد المقالات من 63000 إلى ما يقرب من 101000 في عامين فقط وزاد عدد المستخدمين النشطين إلى أكثر من ألف. كما سجل عدد التعديلات نموًا كبيرًا.
في 25 ديسمبر 2020، وصلت ويكيبيديا البنغالية إلى 100000 مقالة.

## الإحصائيات
| عدد المستخدمين المسجلين | عدد المستخدمين النشيطين | عدد المقالات | صفحات المحتوى | عدد التعديلات | عدد الملفات المرفوعة | عدد الإداريين |
| ----------------------- | ----------------------- | ------------ | ------------- | ------------- | -------------------- | ------------- |
| 492٬272                 | 1٬098                   | 169٬592      | 1٬329٬893     | 8٬177٬474     | 20٬217               | 15            |

## المعرض

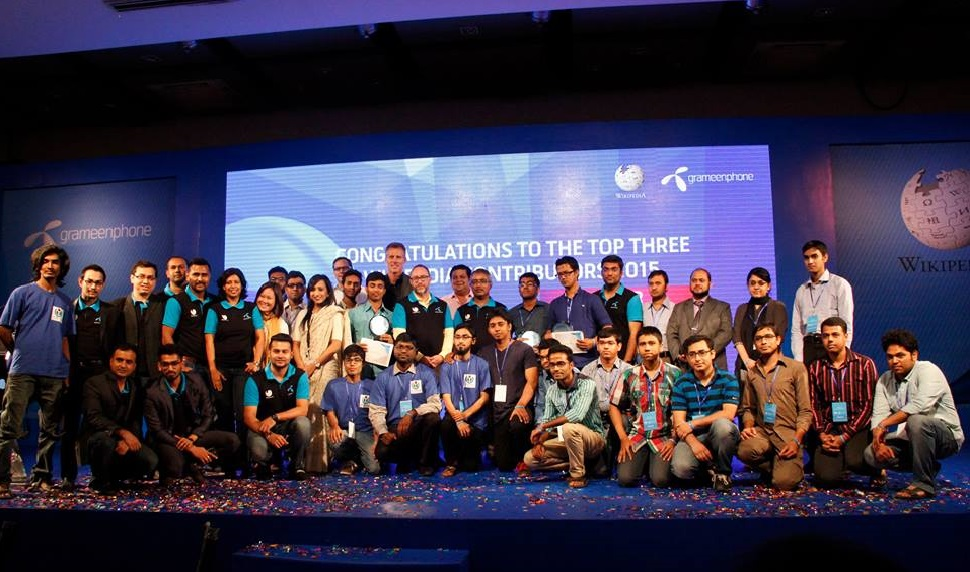
مؤسس ويكيبيديا جيمي ويلز مع مجتمع ويكيبيديا البنغالية خلال الاحتفال بالذكرى العاشرة لبنغالية ويكيبيديا في دكا (2015).
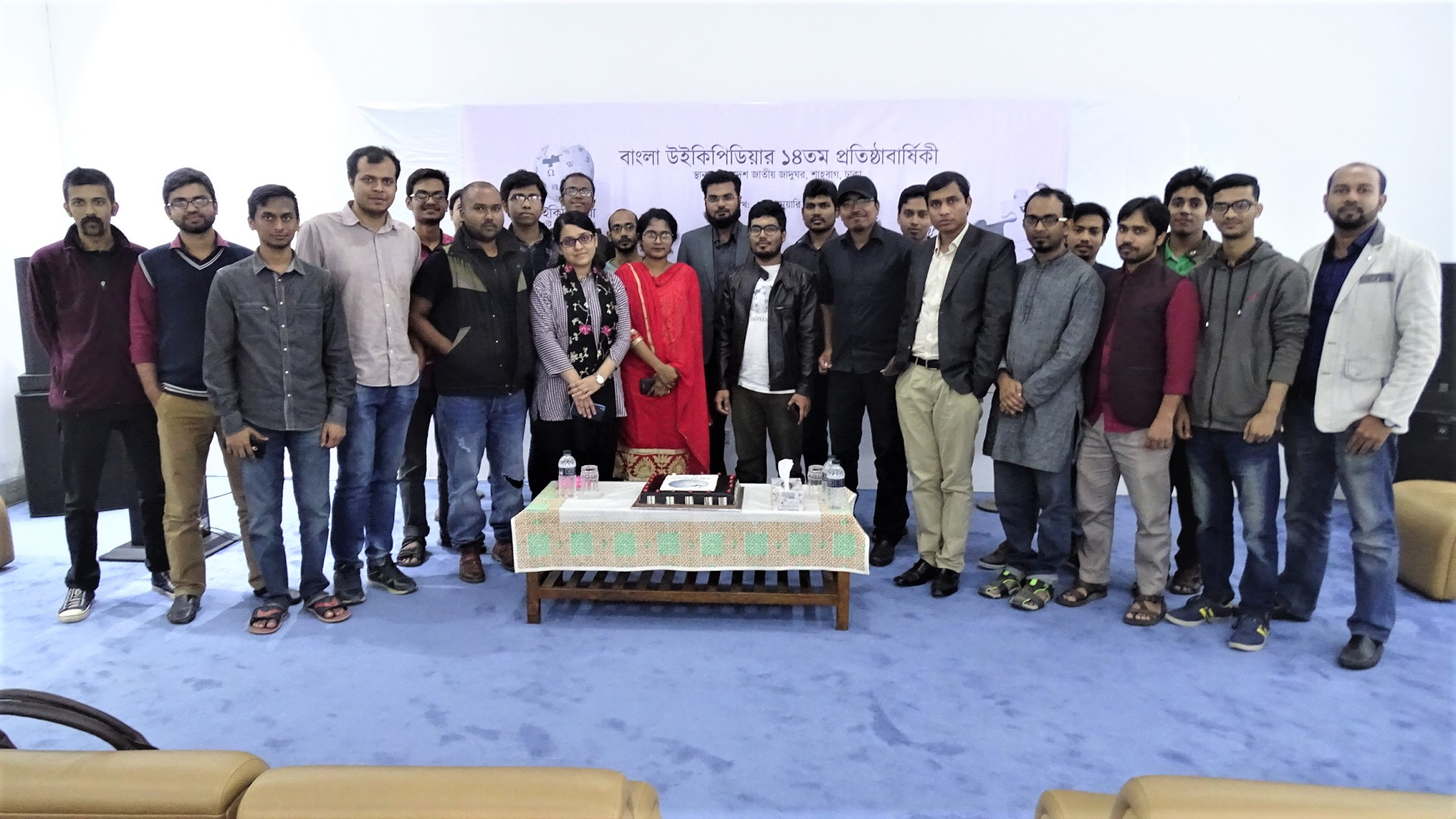
صورة جماعية بمناسبة الذكرى الرابعة عشرة على موقع ويكيبيديا البنغالية، دكا (2018)
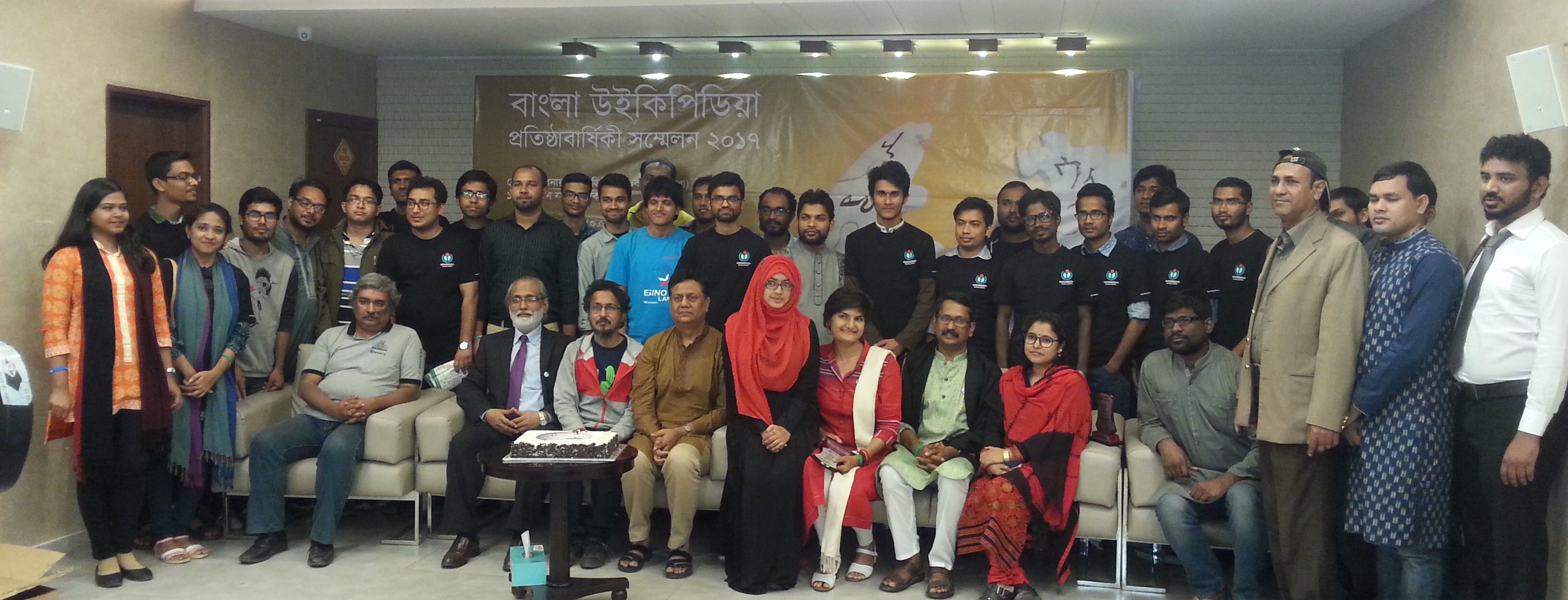
صورة جماعية بمناسبة الذكرى السنوية الثالثة عشرة على ويكيبيديا البنغالية، دكا (2017)
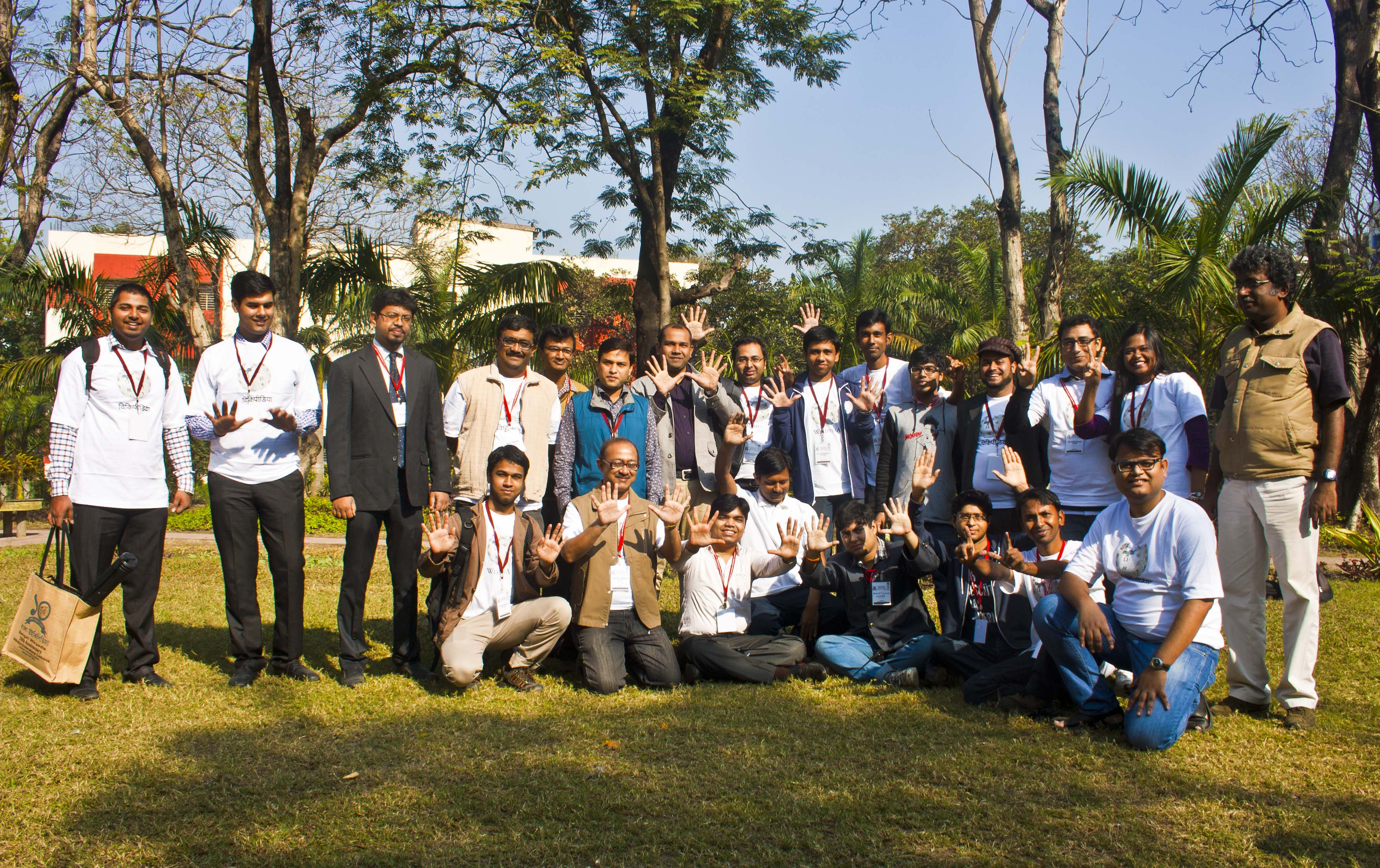
صورة جماعية للذكرى العاشرة على ويكيبيديا البنغالية، كلكلتا (2015)